# 柏瀬宏隆
柏瀬 宏隆（かしわせ ひろたか、1947年3月9日 - ）は、神奈川県生まれの日本の精神科医。

## 来歴
神奈川県生まれ。1971年慶應義塾大学医学部卒業。1979年アメリカ留学後、慶応義塾大学大学院博士課程修了、「感応精神病について 大都市における自験4例の考察」で医学博士。神経研究所、晴和病院勤務、1981年防衛医科大学講師、92年助教授、2001年碧水会長谷川病院勤務、院長。

## 著書
- 『プリンシパルコンサルテーション・リエゾン精神医学』日本医事新報社 1989
- 『心の医学』朝倉書店 1993
- 『うつ病・躁病を治す これで安心して"治せる"』保健同人社 シリーズ・こころの病気を治す　1995
- 『鬱力』集英社インターナショナル 2003
- 『感応精神病』新興医学出版社 2004
- 『うつ・躁うつの「自己診断」 心と脳のカルテ』リヨン社 2005
- 『涙の治癒力 人は泣くとなぜスッキリ、健康になるのか』リヨン社 2006

### 共編著・監修
- 『病院精神医学の実際』岩佐金次郎,佐々木重雄共著 金剛出版 1976
- 『性的異常の臨床』高橋進共編 金剛出版 1983
- 『精神神経科マニュアル』編 朝倉書店 1988
- 『うつ病の誤解』監修 蝸牛社 とまと文庫 1998
- 『精神科領域の症候群』専門編集 中山書店 精神科ケースライブラリー　1998
- 『ダイエットの誤解』監修 蝸牛社 とまと文庫　1998
- 『ストレス時代のこころのケア』編著 保健同人社 2001
- 『黒澤明の精神病理 映画、自伝、自殺未遂、恋愛事件から解き明かされた心の病理』加藤信共著 星和書店 2002
- 『痙性斜頸 各科の治療の実際』編著 新興医学出版社 2002
- 『メンタルヘルス実践大系 教育編 9 新装増補版 教職員のメンタルヘルス』児玉隆治,飯塚清博と責任編集 メンタルヘルス研究会編 日本図書センター2002
- 『男の更年期 お医者さんに行く前に読む本』岩本晃明共著 日東書院本社 2006
- 『集団の精神病理』編著 新興医学出版社 2008

### 翻訳
- Sidney Malitz編『L-DOPAと行動』保崎秀夫監訳 磯野五郎共訳 国際医書出版 1976
- ハワード L.ワイナー, ローレンス P.レーヴィット『臨床神経学の実際』 高木繁治共訳 国際医書出版 1977
- H.ガントリップ『対象関係論の展開 精神分析・フロイト以后』小此木啓吾共訳 誠信書房 1981